# Bukidnon

Bukidnons läge i Filippinerna

Bukidnon är en provins i Filippinerna. Den ligger i regionen Norra Mindanao på ön Mindanao och har 1 225 300 invånare (2006) på en yta av 8 294 km². Administrativ huvudort är Malaybalay.
Provinsen är indelad i 20 kommuner och 2 städer. Större städer och orter är Malaybalay, Maramag och Valencia.